# ジェニファー・ニックス
ジェニファー・ニックス（Jennifer Mary Nicks、1932年4月13日 - 1980年8月21日）は、イギリス出身の女性フィギュアスケート選手。1948年サンモリッツオリンピック、1952年オスロオリンピックペアイギリス代表。1953年世界フィギュアスケート選手権ペアチャンピオン。パートナーは実兄でもあるジョン・ニックス。

## 経歴
- 3歳年上の兄ジョン・ニックスとペアを組む。
- 1953年ヨーロッパフィギュアスケート選手権優勝。
- 1953年世界フィギュアスケート選手権優勝。

## 主な戦績
| 大会/年      | 1946-47 | 1947-48 | 1948-49 | 1949-50 | 1950-51 | 1951-52 | 1952-53 |
| ------------ | ------- | ------- | ------- | ------- | ------- | ------- | ------- |
| オリンピック |         | 8       |         |         |         | 4       |         |
| 世界選手権   |         | 8       | 6       | 2       | 3       | 3       | 1       |
| 欧州選手権   | 6       | 5       | 6       | 3       | 3       | 2       | 1       |